# Clusia favum
Clusia favum är en tvåhjärtbladig växtart som beskrevs av P.F.Stevens. Clusia favum ingår i släktet Clusia och familjen Clusiaceae. Inga underarter finns listade i Catalogue of Life.